# Pożar w więzieniu w Santiago
Pożar w więzieniu w Santiago – pożar, który miał miejsce 8 grudnia 2010 roku w więzieniu San Miguel, w stolicy Chile – Santiago. W wyniku katastrofy śmierć poniosło 81 osób, a 19 zostało rannych.
Pożar wybuchł o godzinie 5:30, na trzecim piętrze jednego z budynków więzienia. Tuż przed pożarem doszło do bójki między członkami dwóch rywalizujących ze sobą gangów. W trakcie bójki więźniowie podpalili materace. Płomienie szybko zajęły cały blok więzienny. Strażnicy ewakuowali ponad 200 więźniów na spacerniak. W obawie o możliwą ucieczkę ewakuowanych więźniów nie otwarto bramy więziennej, przez co straż pożarna nie mogła podjechać dostatecznie blisko, by skutecznie walczyć z rozprzestrzeniającym się pożarem. Na wieść o zdarzeniu na miejsce przyjechały rodziny więźniów, które błagały, by wpuścić ich do więzienia, aby mogli pomóc w gaszeniu ognia.
Pożar spowodował śmierć 81 więźniów. Przyczyną śmierci wszystkich ofiar było zaczadzenie.